# Huyện hạt thị

Thành phố tự trị đặc biệt
Thành phố
Huyện hạt thị

Huyện hạt thị (nghĩa là thành phố trực thuộc huyện) là một đơn vị hành chính ở cấp cơ sở của Trung Hoa Dân Quốc, áp dụng trên đảo Đài Loan. Huyện hạt thị cùng trấn và hương là các đơn vị hành chính cùng cấp.
| Huyện  | Bành Hồ | Bình Đông | Chương Hóa | Đài Đông | Gia Nghĩa        | Hoa Liên | Miêu Lật | Nam Đầu | Nghi Lan | Tân Trúc | Vân Lâm | Tổng |
| ------ | ------- | --------- | ---------- | -------- | ---------------- | -------- | -------- | ------- | -------- | -------- | ------- | ---- |
| Tên TP | Mã Công | Bình Đông | Chương Hóa | Đài Đông | Phác Tử Thái Bảo | Hoa Liên | Miêu Lật | Nam Đầu | Nghi Lan | Trúc Bắc | Đấu Lục | Tổng |
| Số TP  | 1       | 1         | 1          | 1        | 2                | 1        | 1        | 1       | 1        | 1        | 1       | 12   |